# Dinuba (Kalifornia)
Dinuba város az USA Kalifornia államában, Tulare megyében. Lakosainak száma 24 563 fő (2020. április 1.).

## Népesség
A település népességének változása:
| Lakosok száma | 16 844 | 21 453 | 24 563 |
|               | 2000   | 2010   | 2020   |